# Christmas (Album)
Christmas ist das siebte Studioalbum des kanadischen Sängers Michael Bublé.

## Inhalt
Das Album beinhaltet 14 Coverversionen bekannter Weihnachtslieder, einzig Cold December Night ist eine Eigenkomposition.
Nach der erfolgreichen Erstveröffentlichung im Oktober 2011 wurde das um drei weitere Titel ergänzte Album im November 2012 als Neuauflage nochmals auf den Markt gebracht. Neben Bublé sind The Puppini Sisters (Jingle Bells, Frosty the Snowman), Shania Twain (White Christmas), Thalía (Mis Deseos, Feliz Navidad) und Naturally 7 (Silver Bells) als Gastmusiker auf dem Album zu hören. Der Text des Liedes Santa Baby wurde für das Album leicht abgeändert, da der Originaltext auf eine Frau als Interpretin
abzielt. So singt Bublé „Santa Buddy“ statt „Santa Baby“ im Refrain. Auch die Strophen wurden dementsprechend angepasst. Das Ave Maria singt Bublé auf Latein zur Melodie von Franz Schuberts Ellens dritter Gesang (D 839, op. 52 Nr. 6, aus dem Liederzyklus Fräulein vom See), auch bekannt als „Schuberts Ave Maria“.

## Titelliste

### Erstveröffentlichung 2011
| #   | Titel                                       | Länge |
| --- | ------------------------------------------- | ----- |
| 1.  | It’s Beginning to Look a Lot Like Christmas | 3:26  |
| 2.  | Santa Claus Is Coming to Town               | 2:51  |
| 3.  | Jingle Bells                                | 2:39  |
| 4.  | White Christmas                             | 3:36  |
| 5.  | All I Want for Christmas Is You             | 2:51  |
| 6.  | Holly Jolly Christmas                       | 1:59  |
| 7.  | Santa Baby                                  | 3:51  |
| 8.  | Have Yourself a Merry Little Christmas      | 3:50  |
| 9.  | Christmas (Baby Please Come Home)           | 3:07  |
| 10. | Silent Night                                | 3:47  |
| 11. | Blue Christmas                              | 3:41  |
| 12. | Cold December Night                         | 3:18  |
| 13. | I’ll Be Home for Christmas                  | 4:24  |
| 14. | Ave Maria                                   | 4:00  |
| 15. | Mis Deseos, Feliz Navidad                   | 4:24  |
| 16. | Michael’s Christmas Greeting                | 0:04  |
| 17. | Winter Wonderland                           | 2:29  |

### Neuauflage 2012
Die im November 2012 wiederveröffentlichte Version des Albums wurde um die folgenden Titel ergänzt:
| #  | Titel                                                   | Länge |
| -- | ------------------------------------------------------- | ----- |
| 1. | The Christmas Song (Chestnuts Roasting on an Open Fire) | 4:14  |
| 2. | Frosty the Snowman                                      | 2:29  |
| 3. | Silver Bells                                            | 3:06  |

## Kritiken
Kai Butterweck hörte das Album für laut.de und urteilte: „Auch wenn die üblichen Verdächtigen im typischen Bublé-Gewand sicherlich hier und da (Jingle Bells, White Christmas) Mundwinkel hoch ziehen, dürfte Christmas insgesamt wohl nur bei eingefleischten Anhängern des Sängers für Begeisterungsstürme sorgen.“

Matt Collar, der dem Album in Allmusic 3½ (von fünf) Sternen verlieh, bezeichnet es als „Old-school affair“, in der Bublé in einem „Bing Crosby-meets-Dean Martin“-Gesangstil agiere. Letztlich sei Christmas „ein warmes und einladendes Album.“
Das Album wurde bei den Juno Awards 2012 als „Album des Jahres“ ausgezeichnet.

## Kommerzieller Erfolg

### Chartplatzierungen
| Periode   | Höchstplatzierung, GesamtwochenChartplatzierungen (Periode, Platzierungen, Wochen) | Höchstplatzierung, GesamtwochenChartplatzierungen (Periode, Platzierungen, Wochen) | Höchstplatzierung, GesamtwochenChartplatzierungen (Periode, Platzierungen, Wochen) | Höchstplatzierung, GesamtwochenChartplatzierungen (Periode, Platzierungen, Wochen) | Höchstplatzierung, GesamtwochenChartplatzierungen (Periode, Platzierungen, Wochen) | Höchstplatzierung, GesamtwochenChartplatzierungen (Periode, Platzierungen, Wochen) | Höchstplatzierung, GesamtwochenChartplatzierungen (Periode, Platzierungen, Wochen) |
| Periode   | DE                                                                                 | AT                                                                                 | CH                                                                                 | UK                                                                                 | US                                                                                 | CA                                                                                 | IT                                                                                 |
| --------- | ---------------------------------------------------------------------------------- | ---------------------------------------------------------------------------------- | ---------------------------------------------------------------------------------- | ---------------------------------------------------------------------------------- | ---------------------------------------------------------------------------------- | ---------------------------------------------------------------------------------- | ---------------------------------------------------------------------------------- |
| 2011/12   | DE3 (9 Wo.)DE                                                                      | AT1 (9 Wo.)AT                                                                      | CH3 (9 Wo.)CH                                                                      | UK1 (11 Wo.)UK                                                                     | US1 (10 Wo.)US                                                                     | CA1 (10 Wo.)CA                                                                     | IT1 (15 Wo.)IT                                                                     |
| 2012/13   | DE1 (7 Wo.)DE                                                                      | AT1 (8 Wo.)AT                                                                      | CH4 (5 Wo.)CH                                                                      | UK2 (6 Wo.)UK                                                                      | US3 (10 Wo.)US                                                                     | CA1 (7 Wo.)CA                                                                      | IT5 (9 Wo.)IT                                                                      |
| 2013/14   | DE5 (7 Wo.)DE                                                                      | AT6 (7 Wo.)AT                                                                      | CH8 (6 Wo.)CH                                                                      | UK7 (8 Wo.)UK                                                                      | US8 (9 Wo.)US                                                                      | CA6 (5 Wo.)CA                                                                      | IT26 (7 Wo.)IT                                                                     |
| 2014/15   | DE19 (6 Wo.)DE                                                                     | AT12 (6 Wo.)AT                                                                     | CH14 (6 Wo.)CH                                                                     | UK7 (8 Wo.)UK                                                                      | US7 (9 Wo.)US                                                                      | CA2 (8 Wo.)CA                                                                      | IT11 (7 Wo.)IT                                                                     |
| 2015/16   | DE24 (5 Wo.)DE                                                                     | AT22 (6 Wo.)AT                                                                     | CH18 (6 Wo.)CH                                                                     | UK12 (9 Wo.)UK                                                                     | US8 (9 Wo.)US                                                                      | CA3 (9 Wo.)CA                                                                      | IT16 (8 Wo.)IT                                                                     |
| 2016/17   | DE25 (6 Wo.)DE                                                                     | AT14 (7 Wo.)AT                                                                     | CH16 (8 Wo.)CH                                                                     | UK6 (10 Wo.)UK                                                                     | US8 (9 Wo.)US                                                                      | CA6 (8 Wo.)CA                                                                      | IT15 (9 Wo.)IT                                                                     |
| 2017/18   | DE18 (5 Wo.)DE                                                                     | AT20 (5 Wo.)AT                                                                     | CH15 (7 Wo.)CH                                                                     | UK8 (10 Wo.)UK                                                                     | US8 (8 Wo.)US                                                                      | CA6 (9 Wo.)CA                                                                      | IT12 (8 Wo.)IT                                                                     |
| 2018/19   | DE9 (6 Wo.)DE                                                                      | AT8 (6 Wo.)AT                                                                      | CH6 (6 Wo.)CH                                                                      | UK5 (10 Wo.)UK                                                                     | US3 (9 Wo.)US                                                                      | CA6 (5 Wo.)CA                                                                      | IT16 (8 Wo.)IT                                                                     |
| 2019/20   | DE15 (5 Wo.)DE                                                                     | AT9 (7 Wo.)AT                                                                      | CH5 (6 Wo.)CH                                                                      | UK2 (9 Wo.)UK                                                                      | US2 (9 Wo.)US                                                                      | CA5 (8 Wo.)CA                                                                      | IT8 (7 Wo.)IT                                                                      |
| 2020/21   | DE4 (6 Wo.)DE                                                                      | AT4 (7 Wo.)AT                                                                      | CH7 (7 Wo.)CH                                                                      | UK1 (9 Wo.)UK                                                                      | US4 (9 Wo.)US                                                                      | CA6 (10 Wo.)CA                                                                     | IT2 (8 Wo.)IT                                                                      |
| 2021/22   | DE6 (7 Wo.)DE                                                                      | AT2 (7 Wo.)AT                                                                      | CH3 (7 Wo.)CH                                                                      | UK3 (8 Wo.)UK                                                                      | US2 (9 Wo.)US                                                                      | CA2 (14 Wo.)CA                                                                     | IT2 (9 Wo.)IT                                                                      |
| 2022/23   | DE1 (7 Wo.)DE                                                                      | AT2 (6 Wo.)AT                                                                      | CH1 (6 Wo.)CH                                                                      | UK1 (7 Wo.)UK                                                                      | US3 (8 Wo.)US                                                                      | CA3 (11 Wo.)CA                                                                     | IT3 (7 Wo.)IT                                                                      |
| 2023/24   | DE1 (7 Wo.)DE                                                                      | AT2 (7 Wo.)AT                                                                      | CH2 (7 Wo.)CH                                                                      | UK1 (7 Wo.)UK                                                                      | US2 (9 Wo.)US                                                                      | CA1 (8 Wo.)CA                                                                      | IT5 (8 Wo.)IT                                                                      |
| 2024/25   | DE1 (8 Wo.)DE                                                                      | AT1 (8 Wo.)AT                                                                      | CH1 (7 Wo.)CH                                                                      | UK1 (8 Wo.)UK                                                                      | US2 (9 Wo.)US                                                                      | CA1 (9 Wo.)CA                                                                      | IT9 (7 Wo.)IT                                                                      |
| Insgesamt | DE1 (92 Wo.)DE                                                                     | AT1 (96 Wo.)AT                                                                     | CH1 (93 Wo.)CH                                                                     | UK1 (120 Wo.)UK                                                                    | US1 (126 Wo.)US                                                                    | CA1 (121 Wo.)CA                                                                    | IT1 (117 Wo.)IT                                                                    |

| ChartsJahrescharts (2011)      | Platzierung |
| ------------------------------ | ----------- |
| Deutschland (GfK)              | 8           |
| Italien (FIMI)                 | 7           |
| Österreich (Ö3)                | 28          |
| Schweiz (IFPI)                 | 43          |
| Vereinigte Staaten (Billboard) | 83          |
| Vereinigtes Königreich (OCC)   | 2           |

| ChartsJahrescharts (2012)      | Platzierung |
| ------------------------------ | ----------- |
| Deutschland (GfK)              | 22          |
| Italien (FIMI)                 | 24          |
| Österreich (Ö3)                | 18          |
| Schweiz (IFPI)                 | 27          |
| Vereinigte Staaten (Billboard) | 2           |
| Vereinigtes Königreich (OCC)   | 8           |

| ChartsJahrescharts (2013)      | Platzierung |
| ------------------------------ | ----------- |
| Deutschland (GfK)              | 76          |
| Italien (FIMI)                 | 95          |
| Österreich (Ö3)                | 32          |
| Schweiz (IFPI)                 | 71          |
| Vereinigte Staaten (Billboard) | 35          |
| Vereinigtes Königreich (OCC)   | 29          |

| ChartsJahrescharts (2014)      | Platzierung |
| ------------------------------ | ----------- |
| Österreich (Ö3)                | 38          |
| Italien (FIMI)                 | 53          |
| Schweiz (IFPI)                 | 66          |
| Vereinigte Staaten (Billboard) | 51          |
| Vereinigtes Königreich (OCC)   | 30          |

| ChartsJahrescharts (2015)      | Platzierung |
| ------------------------------ | ----------- |
| Italien (FIMI)                 | 52          |
| Vereinigte Staaten (Billboard) | 77          |
| Vereinigtes Königreich (OCC)   | 40          |

| ChartsJahrescharts (2016)      | Platzierung |
| ------------------------------ | ----------- |
| Italien (FIMI)                 | 75          |
| Vereinigte Staaten (Billboard) | 125         |
| Vereinigtes Königreich (OCC)   | 23          |

| ChartsJahrescharts (2017)      | Platzierung |
| ------------------------------ | ----------- |
| Italien (FIMI)                 | 77          |
| Vereinigte Staaten (Billboard) | 146         |
| Vereinigtes Königreich (OCC)   | 24          |

| ChartsJahrescharts (2018)      | Platzierung |
| ------------------------------ | ----------- |
| Italien (FIMI)                 | 93          |
| Österreich (Ö3)                | 58          |
| Schweiz (IFPI)                 | 84          |
| Vereinigte Staaten (Billboard) | 154         |
| Vereinigtes Königreich (OCC)   | 27          |

| ChartsJahrescharts (2019)      | Platzierung |
| ------------------------------ | ----------- |
| Österreich (Ö3)                | 57          |
| Schweiz (IFPI)                 | 80          |
| Vereinigte Staaten (Billboard) | 130         |
| Vereinigtes Königreich (OCC)   | 33          |

| ChartsJahrescharts (2020)      | Platzierung |
| ------------------------------ | ----------- |
| Italien (FIMI)                 | 52          |
| Österreich (Ö3)                | 42          |
| Schweiz (IFPI)                 | 82          |
| Vereinigte Staaten (Billboard) | 147         |
| Vereinigtes Königreich (OCC)   | 57          |

| ChartsJahrescharts (2021)      | Platzierung |
| ------------------------------ | ----------- |
| Deutschland (GfK)              | 66          |
| Italien (FIMI)                 | 56          |
| Österreich (Ö3)                | 8           |
| Schweiz (IFPI)                 | 44          |
| Vereinigte Staaten (Billboard) | 136         |
| Vereinigtes Königreich (OCC)   | 57          |

| ChartsJahrescharts (2022)      | Platzierung |
| ------------------------------ | ----------- |
| Deutschland (GfK)              | 71          |
| Italien (FIMI)                 | 90          |
| Österreich (Ö3)                | 20          |
| Schweiz (IFPI)                 | 56          |
| Vereinigte Staaten (Billboard) | 133         |
| Vereinigtes Königreich (OCC)   | 83          |

| ChartsJahrescharts (2023)      | Platzierung |
| ------------------------------ | ----------- |
| Deutschland (GfK)              | 76          |
| Italien (FIMI)                 | 84          |
| Österreich (Ö3)                | 33          |
| Schweiz (IFPI)                 | 76          |
| Vereinigte Staaten (Billboard) | 154         |
| Vereinigtes Königreich (OCC)   | 80          |

| ChartsJahrescharts (2024)      | Platzierung |
| ------------------------------ | ----------- |
| Deutschland (GfK)              | 70          |
| Österreich (Ö3)                | 24          |
| Schweiz (IFPI)                 | 38          |
| Vereinigte Staaten (Billboard) | 159         |

### Auszeichnungen für Musikverkäufe
Christmas wurde weltweit für über 13,7 Millionen verkaufte Einheiten mit fünf Goldenen-, 82 Platin- und drei Diamantenen Schallplatten ausgezeichnet. Den Quellenangaben zufolge soll sich das Album über 16 Millionen Mal verkauft haben.
| Land/Region                  | Auszeichnungen für Musikverkäufe (Land/Region, Auszeichnung, Verkäufe) | Verkäufe    |
| ---------------------------- | ---------------------------------------------------------------------- | ----------- |
| Australien (ARIA)            | 2× Diamant (2020) · + 2× Platin (2016)                                 | 1.140.000   |
| Belgien (BRMA)               | Gold                                                                   | 15.000      |
| Dänemark (IFPI)              | 7× Platin                                                              | 140.000     |
| Deutschland (BVMI)           | 9× Gold                                                                | 900.000     |
| Europa (IFPI)                | 3× Platin                                                              | (3.000.000) |
| Finnland (IFPI)              | 2× Platin                                                              | 40.000      |
| Frankreich (SNEP)            | Gold                                                                   | 50.000      |
| Irland (IRMA)                | 8× Platin                                                              | 120.000     |
| Island (IFPI)                | Gold                                                                   | 2.500       |
| Italien (FIMI)               | 8× Platin                                                              | 400.000     |
| Kanada (MC)                  | Diamant                                                                | 968.000     |
| Mexiko (AMPROFON)            | Platin                                                                 | 60.000      |
| Neuseeland (RMNZ)            | 14× Platin                                                             | 210.000     |
| Niederlande (NVPI)           | Platin                                                                 | 50.000      |
| Norwegen (IFPI)              | 6× Platin                                                              | 120.000     |
| Österreich (IFPI)            | 3× Platin                                                              | 60.000      |
| Polen (ZPAV)                 | 2× Platin                                                              | 40.000      |
| Portugal (AFP)               | Platin                                                                 | 15.000      |
| Schweden (IFPI)              | Platin                                                                 | 40.000      |
| Schweiz (IFPI)               | Platin                                                                 | 30.000      |
| Spanien (Promusicae)         | Gold                                                                   | 20.000      |
| Ungarn (MAHASZ)              | 2× Platin                                                              | 12.000      |
| Vereinigte Staaten (RIAA)    | 6× Platin                                                              | 6.000.000   |
| Vereinigtes Königreich (BPI) | 11× Platin                                                             | 3.300.000   |
| Insgesamt                    | 5× Gold · 83× Platin · 3× Diamant ·                                    | 13.732.500  |

Hauptartikel: Michael Bublé/Auszeichnungen für Musikverkäufe